# ジェンガ

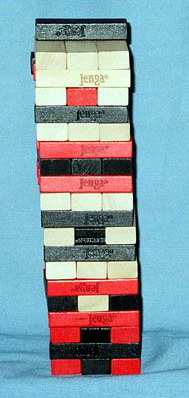
ジェンガ・ウルティメイト

ジェンガを崩してしまう様子

ジェンガ（英: Jenga）は、同サイズの直方体のパーツを組んで作ったタワーから崩さないように注意しながら片手で一片を抜き取り、最上段に積みあげる動作を交代で行うテーブルゲーム。おもにパーティーゲームとして利用されている。

## 概要
1974年にイギリス人の女性起業家レスリー・スコットにより開発され、1983年にロンドンで発売された。欧米ではハズブロより発売されている。日本ではかつてはタカラトミーより発売されていたが、同社での販売は2018年3月31日をもって終了し、その後はハズブロの日本法人であるハズブロジャパンより発売されている。
「ジェンガ」という語はスワヒリ語で「組み立てる」という意味の「クジェンガ」に由来する。その原型はレスリーの家族が遊んでいたゲームであり、当時住んでいたガーナのセコンディ・タコラディにちなみ「タコラディ・ブリック」と呼んでいた。
基本型は54本の直方体のパーツを縦横に3本ずつ組み上げた18段のタワーとなっている。パーツは最上段を除きどこから抜き取っても良いが、最上段に3本そろわないうちにそのすぐ下の段から抜き取ってはならない。タワーを崩した人が負け。パーツはそれぞれごくわずかに厚みが異なっており、ゲーム性を高めている。抜く際は片手を使う。
ジェンガには他にもパーツが菱形になった「ジェンガエクストリーム」、ミニサイズ・大型サイズの「ジェンガジュニア」「ジャンボジェンガ」などがあり、パーツに指令が書かれたもの、付属のサイコロやカードなどと併用して遊ぶもの、他の商品や企業・キャラクターとコラボレーションしたものなど様々なバリエーションが販売されている。
また、UNOと組み合わせた「ウノスタッコ」など、亜流ゲームも多い。他社製の類似品を含めた総称として「バランスタワー」とも呼ばれる。
素材は、基本型は木製だが、バリエーションによってプラスチック製や紙製などがある。

## ジェンガを題材にしたもの
楽曲
- 一人ジェンガ（矢井田瞳）
- 怪獣とジェンガ（Who the Bitch）
- ジェンガ（40mP）

映画
- ジェンガ!（2006年、大森研一監督）

テレビ・ラジオ番組
- 迷い猫オーバーラン!（TOKYO MX・BS11）
第8話「迷い猫、抜いた」作中で、この商品と類似した「スーパーブロックス」が登場し、ゲーム大会が開かれた（側面には罰ゲームが書かれていた）。
- オードリーさん、ぜひ会って欲しい人がいるんです!（中京テレビ）
一般人の「ジェンガ最強高校生」が出演した他、特別編『ジェンガ王決定戦』が放送された[3]。
- ジェンガでナイト!（文化放送インターネットラジオ『超!A&G+』枠、2014年4月11日 - 2015年1月30日）[4]

その他、バラエティ番組などにおいて、ゲームやくじ引きなどに頻繁に使用されている。
書籍
- JENGA―世界で2番目に売れているゲームの果てなき挑戦（レスリー・スコット 著／雨宮寛・今井章子 訳、東洋経済新報社、2013年12月6日）ISBN 978-4-492557-39-6